# فاكسارت
فاكسارت (بالإنجليزية: vaxart) هي شركة تكنولوجيا حيوية أمريكية تركز على اكتشاف وتطوير وتسويق اللقاحات التي يتم تناولها عن طريق الفم باستخدام أقراص ثابتة بدرجة الحرارة والتي يمكن تخزينها وشحنها بدون تبريد، مما يلغي الحاجة إلى الحقن بالإبرة. تشمل برامج تطويرها لإيصال اللقاح عن طريق الفم (تسمى VAAST) لقاحات قرصية معوية مغلفة تعمل على تثبيط نوروفيروس (بالإنجليزية: Norovirus)، الإنفلونزا الموسمية (بالإنجليزية: seasonal influenza)، والفيروس المخلوي التنفسي (بالإنجليزية: respiratory syncytial virus)، وفيروس الورم الحليمي البشري (بالإنجليزية: human papillomavirus).
لدى فاكسارت برنامج تطوير تعاوني لإيصال لقاح عن طريق الفم ضد الأنفلونزا الشاملة باستخدام مضادات مسجلة الملكية من يانسن فارماسيوتيكا (بالإنجليزية: Janssen Vaccines and Prevention B.V).

## تقنية
تعتمد تقنية فاكسارت على إمكانية منع أو منع كامل للأمراض المعدية عن طريق استخدام اللقاحات التي يتم تناولها عن طريق الفم عن طريق الأقراص، والقضاء على مخاوف الحقن العضلي التي قد تنطوي على الألم، والتلوث المتبادل، وعدم تناسق الجرعات، وارتفاع تكلفة التطعيمات واسعة النطاق. وكدليل على مفهوم فعالية التطعيم الفموي، ثبت أن اللقاح الفموي ضد شلل الأطفال آمن وفعال، وهو شائع الاستخدام في العديد من البلدان.
ويتم استخدام أقراصًا مغلفة معوية لحماية اللقاح النشط من التحلل الحمضي في المعدة ، وإيصال اللقاح إلى الأمعاء الدقيقة حيث يمكنه إشراك جهاز المناعة لتحفيز الاستجابات المناعية ضد الفيروس.
يستخدم فاكسارت فيروسًا محددًا يسمى الفيروس الغدي من النوع 5 (Ad5) باعتباره ناقلًا بيولوجيًا لنقل الجينات المشفرة لمولد الضد (المستضد) (مولد الضد) لتوليد استجابة مناعية.
يقوم ناقل Ad5 بتوصيل المستضد إلى الخلايا الظهارية (بالإنجليزية: epithelial cells) المبطنة للغشاء المخاطي للأمعاء الدقيقة حيث يحفز جهاز المناعة على الاستجابة ضد مستضد اللقاح ، مما يخلق استجابة مناعية ضد الفيروس.

## تطوير اللقاح
القاح الاساسي المرشح من قبل فاكسارت هو لقاح الأنفلونزا الفموي، والذي أظهر سلامة وتحييد استجابة الأجسام المضادة لفيروس الأنفلونزا في المرحلة الأولى من التجربة السريرية عام 2015. أظهرت تجربة المرحلة الثانية في 2016-2017 من لقاح الأنفلونزا الفموي VXA-A1.1، أن اللقاح كان جيد ووفر مناعة ضد إطلاق الفيروسات، مماثلة في فعاليتها للقاح العضلي.
في عام 2018، أكملت فاكسارت دراسة المرحلة الثانية، حيث أظهر لقاح الأنفلونزا انخفاضًا بنسبة 39% للمرض مقارنةً بالدواء الوهمي، مقارنةً بتخفيض بنسبة 27% بواسطة لقاح الإنفلونزا القابل للحقن، فلوزون (بالإنجليزية: Fluzone).

### لقاح COVID-19
- في يناير 2020 ، أعلنت فاكسارت عن تطوير لقاح لمنع COVID-19. مع بعض الشركات المنافسة لها مثل Novavax و Inovio Pharmaceuticals و Moderna.[11][12][3][9]
- في فبراير 2020 ، بدأت فاكسارت برنامجًا لتطوير لقاح قرصي فموي لـ COVID-19.[11][9][12]
- في أبريل، أبلغت الشركة عن استجابات مناعية إيجابية لحيوانات المختبر من اختباراتها مع لقاح مرشح لـ COVID-19.[13]
- في أكتوبر 2020 ، كانت فاكسارت قيد التحقيق من قبل هيئة الأوراق المالية والبورصات والمدعين الفيدراليين بعد أن بالغت الشركة في دورها واستثماراتها.[14]

## الاستثمار
في عام 2019 ، استثمرت العديد من الصناديق الوقائية في فاكسارت، وجاء أكبر استثمار من شركة Armistice Capital التي استحوذت على 25.2 مليون سهم.